# Kimpese
Kimpese – miasto w Demokratycznej Republice Konga, w prowincji Kongo Środkowe.